# Срезневская, Ольга Измаиловна
Ольга Измаиловна Срезневская (9 октября 1845 года, Харьков, Российская империя — 24 ноября 1930 года, Ленинград, СССР) — писательница, дочь филолога Измаила Ивановича Срезневского (1812—1880), член-корреспондент Петербургской Академии наук (1895).
Помещала критические статьи в «Русском вестнике», путевые очерки в «Русском вестнике» («Три дня в Таормине», с описанием развалин древнегреческого театра) и «Журнале Министерства Народного Просвещения»; перевела с испанского сочинение XV века «Путешествие Рюи Гонзалеса де Клавихо, испанского посланника ко двору Тимура в Самарканд», под заглавием: «Жизнь и деяния великого Тамерлана».
При переводе, изданном в «Сборнике II-го отделения Академии Наук» (1881), напечатан подлинник и приложены объяснительные примечания и указатель на русском и французском языках.
После кончины своего отца занималась работами по изданию его трудов, в том числе «Словаря древнерусского языка», подготовить который к печати ей было поручено академией.
В 1895 году была избрана членом-корреспондентом СПбАН.